# Fulgence Rabeony
Fulgence Rabeony SJ (* 21. November 1945 in Isoraka, Madagaskar) ist ein madagassischer Ordensgeistlicher und emeritierter römisch-katholischer Erzbischof von Toliara.

## Leben
Fulgence Rabeony empfing am 7. August 1976 das Sakrament der Priesterweihe. 
Am 2. April 1990 ernannte ihn Papst Johannes Paul II. zum Bischof von Toliara. Der Erzbischof von Antananarivo, Victor Kardinal Razafimahatratra SJ, spendete ihm am 18. November desselben Jahres die Bischofsweihe; Mitkonsekratoren waren der Erzbischof von Fianarantsoa, Gilbert Ramanantoanina SJ, und der Bischof von Toamasina, René Joseph Rakotondrabé. Am 3. Dezember 2003 ernannte ihn Johannes Paul II. mit der Erhebung des Bistums zum Erzbischof von Toliara.
Am 22. Juli 2023 nahm Papst Franziskus seinen altersbedingten Rücktritt an.